# Rhyssemus inscitus
Rhyssemus inscitus är en skalbaggsart som beskrevs av Walker 1858. Rhyssemus inscitus ingår i släktet Rhyssemus och familjen Aphodiidae. Inga underarter finns listade i Catalogue of Life.